# Малката Вера
„Малката Вера“ (на руски: Маленькая Вера) е съветски филм от 1988 година, драма на режисьора Василий Пичул по сценарий на Мария Хмелик.
В центъра на сюжета е момиче в провинциален град, което се опитва да живее с ексцентричен студент в дома на консервативните си родители. Главните роли се изпълняват от Наталия Негода, Андрей Соколов, Юрий Назаров, Людмила Зайцева, Александър Негреба.
„Малката Вера“ е най-успешният в търговско отношение съветски филм за 1988 година и получава Европейска филмова награда за сценарий и наградата на ФИПРЕСИ на Кинофестивала във Венеция.